# DB Regio
De DB Regio AG gevestigd in Frankfurt am Main is onderdeel van het bedrijfsonderdeel DB Bahn Regio en voor 100 procent dochteronderneming van DB Mobility Logistics AG. In aanvulling op de DB Regio AG horen er diverse bedrijfsondernemingen die de regionale netwerken als GmbH of als dochteronderneming het netwerk beheren. De DB Regio AG is gefocust op spoorwegondernemingen in heel Duitsland en verantwoordelijk voor veel regionale verkeersactiviteiten (trein en bus) van het DB-concern in heel Duitsland. Een enkele keer biedt DB Regio vervoer aan op grensoverschrijdende trajecten. Voor onderhoud van de treinenvloot gebruikt de onderneming eigen onderhoudsbedrijven.

## Geschiedenis

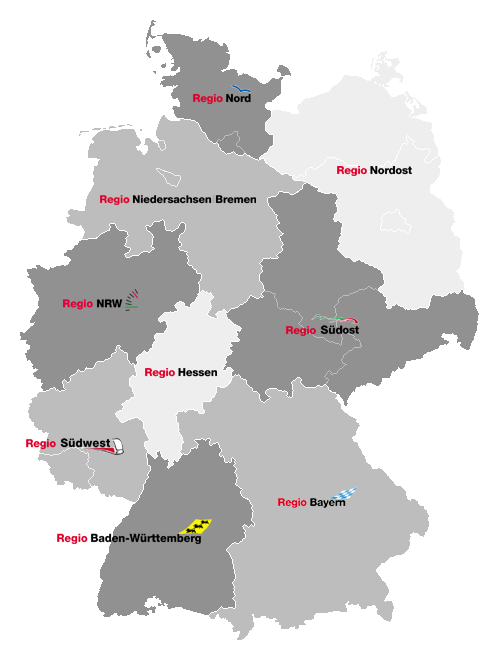
Regionale indeling van DB Regio in 2002

De DB Regio AG is ontstaan uit de tweede deel van de hervormingen van het spoor op 1 januari 1999 uit het Geschäftsfeld Nahverkehr van Deutsche Bahn AG (DB AG) voort. Oorspronkelijke planning was, dat de DB Regio AG vanaf 2003 naar de beurs zou worden gebracht. Een beursgang is vandaag de dag nog steeds niet gerealiseerd.
In het jaar 2001 tot 2002 werd een verandering van het managementstructuur binnen de onderneming gerealiseerd. In plaats van de tot dan toe centraal geregelde maatschappijen traden er negen onafhankelijke deelstaatsbedrijven op, waaronder de regionale trein- en busverbindingen werden geordend. Het opdelen in de herstructurering was om de winstgevendheid te verbeteren. Er werden 400 van de 700 banen in de centrale onderneming en respectievelijk 2500 arbeidsplaatsen in de gehele onderneming bespaard. Het regionale spoor- en wegvervoer werd vanaf januari 2002 in negen regionale afdelingen (Nord, Nordost, Niedersachsen/Bremen, Nordrhein-Westfalen, Hessen, Südwest, Südost, Bayern en Baden-Württemberg) ingedeeld. Het marktaandeel van DB Regio in het stoptreinverkeer (Schienenpersonennahverkehr, afgekort tot SPNV) in Duitsland lag toen rond de 92 procent, in het overige openbaar vervoer rond de zeven.
Van 2004 tot eind 2010 was de hiervoor opgerichte dochteronderneming DB Stadtverkehr verantwoordelijk voor het vervoer van bus- en stadsverkeer. Op 23 februari 2010 werd bekend dat beide S-Bahnconcessies van Berlijn en Hamburg vanaf 1 maart 2010 bij DB Regio worden ondergebracht. Vanaf 1 januari 2011 werd DB Stadtverkehr opgeheven. Gelijktijdig werd er een nieuwe organisatie gestart, genaamd Regio Bus.
Op 1 januari 2015 werden de regio's Südwest en RheinNeckar samengevoegd tot het nieuwe DB Regio Südwest.

### Buitenlandactiviteiten
De eerste buitenlandervaring van de onderneming was de twee-urenfrequentie tussen Außerfern (AT) en Allgäu (DE), vanaf 3 februari 2001 werden er dagelijks vijf treinparen aangeboden.
Om zich op concessies in Scandinavië te kunnen inschrijven, werd in 2002 de dochteronderneming DB Regio Sverige AB met het hoofdkantoor in Stockholm opgericht.
De DB AG overnam in maart 2008 van het Engelse investeringsmaatschappij John Laing haar spoorwegmaatschappij Laing Rail. Deze omvatten 100 % van het belang in de vervoerder Chiltern Railways en 50 % van het belang in de Joint ventures Wrexham, Shropshire & Marylebone Railways Company Ltd en de Londen Overground Rail Operations Ltd (LOL). Deze onderneming werd binnen DB Regio geordend onder het nieuwe DB Regio UK.
Eind 2009 had DB Regio voor het eerst een regionale concessie in Europa gewonnen (buiten Duitsland). Op december 2010 voerde de dochteronderneming DB Regio Sverige AB in de Zuid-Zweedse provincie Östergötlands län de onder de naam rijdende Östgötapendeln regionale treinen door. De concessie heeft een looptijd van 10 jaar. Voor de treindienst tussen Jönköping, Linköping en Norrköping worden 18 treinstellen gebruikt, die door de concessiehouders ÖstgötaTrafiken en Jönköpings Länstrafik beschikbaar zijn gesteld. In 2010 won de DB Regio Sverige de nieuwe concessie Botniatåg, een joint venture met het bedrijf Zweedse Staatsspoorwegen SJ AB, dat het regionale verkeer over de Botniabanan verzorgt.
De internationale regionale verkeersactiviteiten van de DB-concern werd op 1 januari 2011 gebundeld onder de nieuwe onderneming Arriva. De Britse en Zweedse activiteiten van DB Regio werden door Arriva overgenomen. Daarbij kreeg DB Regio Sverige AB de naan Arriva Östgötapendeln AB.

### Dochterondernemingen
DB Regio heeft in de loop van de tijd talrijke dochterondernemingen gestart. De meeste daarvan zijn onder een andere dochteronderneming ondergebracht of opgeheven.

## Ondernemingsstructuur

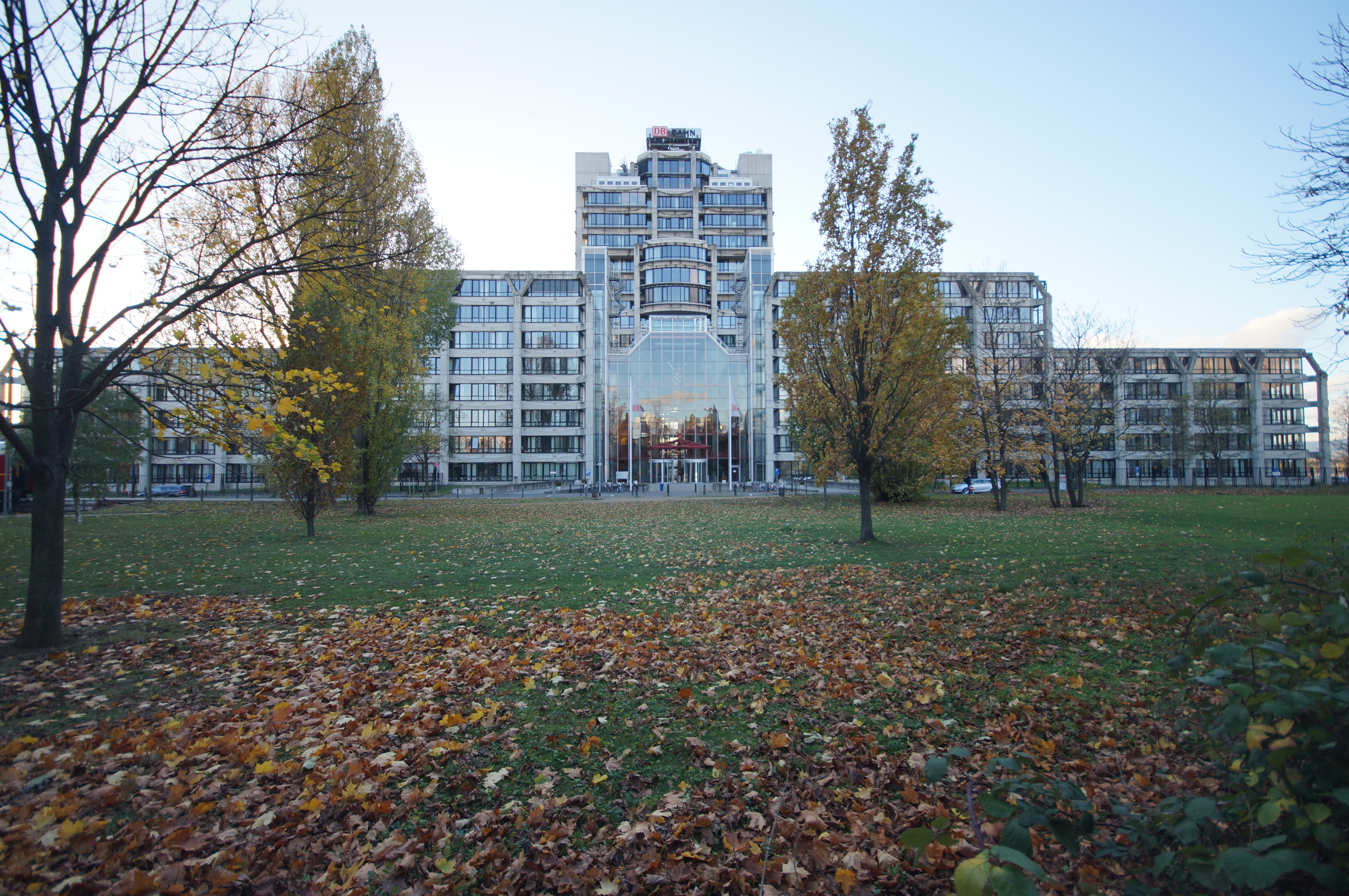
Hoofdkantoor van DB Regio in Frankfurt am Main (2013)

Indeling van de regionale besturen van DB Regio in 2015

Het hoofdkantoor van DB Regio in Frankfurt is verantwoordelijk voor bedrijfsontwikkelingen en concentreert zich op de uitbreidingsopgave en het functioneren van de regionale eenheden in de concessie-eisen en aanbestedingen. Daarbij ondersteunen zij de regio's op gebied van prijs- en inkomstenbeheer, marketing en verkeersplanningen.
De vervoerder DB Regio en haar dochterondernemingen wikkelen het vervoer in verschillende regio's ter plaatse af. De plaatselijke verkeers- en dochterondernemingen zijn onderverdeeld bij regionale afdelingen. Deze worden gecontroleerd door de Raad van Bestuur en dragen de verantwoordelijkheid voor de resultaten in de regio's. De divisie Regio Spoor bestaat uit 11 operationele regio's en de divisie Regio Bus uit negen. 

### Divisie Spoor
Het devisie Spoor bestaat uit elf regio's met hun eigen regionaalbestuur. Onder deze regionaalbesturen vallen diverse vervoersmaatschappijen en ondernemingen. Per regio zijn de diverse onderdelen opgesomd. 
- Region Nord (Sleeswijk-Holstein, Hamburg, Nedersaksen, Bremen)
  - DB Regio AG - Regionaalbestuur Nord (Hannover)
    - Verkehrsbetrieb Niedersachsen
    - Verkehrsbetrieb Schleswig-Holstein
    - S-Bahn van Hannover
- Region Nordost (Berlijn, Brandenburg, Mecklenburg-Voor-Pommeren)
  - DB Regio AG - Regionaalbestuur Nordost (Berlijn)
  - Produktionsstandort Berlin
  - Produktionsstandort Cottbus
  - Produktionsstandort Hanseverkehr
- Region NRW (Noordrijn-Westfalen)
  - DB Regio AG - Regionaalbestuur NRW (Düsseldorf)
    - Verkehrsbetrieb Express-Netz NRW (Düsseldorf)
    - Verkehrsbetrieb Rheinland (Köln)
    - Verkehrsbetrieb S-Bahn Rhein-Ruhr (Essen)
    - Verkehrsbetrieb Westfälische Regionallinien (Dortmund)
- Region Südost (Saksen, Saksen-Anhalt, Thüringen)
  - DB Regio AG - Regionaalbestuur Südost (Leipzig)
    - Verkehrsbetrieb Elbe-Saale
    - Verkehrsbetrieb Mitteldeutschland
    - Verkehrsbetrieb Südostsachsen
    - Verkehrsbetrieb Thüringen
- Region Hessen (Hessen)
  - DB Regio AG - Regionaalbestuur Hessen (Frankfurt)
    - Regionalverkehr Kur- und Mittelhessen
    - Regionalverkehr Rhein-Main
    - S-Bahn Rhein-Main
- Region Südwest (Rijnland-Palts, Saarland, deel van Baden-Württemberg en Hessen)
  - DB Regio AG - Regionaalbestuur Südwest (Mannheim)
    - Betriebsmanagement Rhein-Mosel-Saar (RMS)
    - Betriebsmanagement Rhein-Neckar-Pfalz (RNP)
- Region Baden-Württemberg (Baden-Württemberg)
  - DB Regio AG - Regionaalbestuur Baden-Württemberg (Stuttgart)
    - Verkehrsbetrieb Südbaden (Freiburg)
    - Verkehrsbetrieb Württemberg (Stuttgart)
    - S-Bahn Stuttgart (Plochingen)
    - DB ZugBus Regionalverkehr Alb-Bodensee GmbH (RAB) (Ulm)
- Region Bayern (Beieren)
  - DB Regio AG - Regionaalbestuur Bayern (München)
    - Regio Allgäu-Schwaben
    - Regio Franken
    - Regio Nordostbayern
    - Regio Oberbayern
    - S-Bahn München
- S-Bahn van Berlijn
- S-Bahn van Hamburg
- RegioNetz
  - DB RegioNetz Verkehrs GmbH (landelijk)
    - Erzgebirgsbahn (Saksen)
    - Kurhessenbahn (Noord-Hessen en Noordrijn-Westfalen)
    - Oberweißerbacher Berg- en Schwarzatalbahn (Thüringen)
    - Südostbayernbahn (Boven en Nederbeieren)
    - Westfrankenbahn (Neder en Noord-Baden-Württemberg)

### Divisie Bus
Bij de Divisie Bus horen 24 busmaatschappijen, die ook een meerderheidsbelang hebben in andere busmaatschappijen. DB Regio telt met ongeveer 725 miljoen passagiers en een vervoersprestatie van 8,4 miljard reizigerskilometers tot de grootste aanbieder van busvervoer in Duitsland. Landelijk rijden er ongeveer 13.400 bussen rond. Het marktaandeel van lijnbussen in Duitsland bedraagt ongeveer 9 procent.
(Stand 2014)

## Materieelpark
Het materieelpark bestaat uit dubbeldeksrijtuigen met elektrische locomotieven type Baureihe 146 voor de Regional-Express evenals elektrische treinstellen type Baureihe 422, 423, 424, 425, 426, 429, 430, 440, 442. Tevens heeft de DB Regio dieseltreinstellen type Baureihe 620+621+620, 622, 623, 640, 641, 642, 643, 644, 646, 648 en 1648, 650, 472/473, 474/874 en 490 voor de S-Bahn en Regionalbahn.
Het bedrijf heeft treinstellen en locomotieven uit het bestand van het voormalige Deutsche Bundesbahn en Deutsche Reichsbahn in het materieelpark. Hiertoe horen de diesellocomotieven type Baureihe 218, elektrische locomotieven type Baureihe 110, 111, 112, 114, 120 en 143. Tevens de S-Bahntreinstel type Baureihe 420 evenals dieseltreinstel type Baureihe 610, 611, 628/629.
Bovendien bestaat het bestand uit rijtuigen van het type N-rijtuig, Halberstadtse Middeninstaprijtuigen, Modusrijtuigen en X-rijtuigen. Van DB Fernverkehr zijn ook enkele Interregio- en Intercityrijtuigen overgenomen.
Daarnaast zijn bijna alle treinstellen van het type Baureihe 612 in het bezit van DB Regio. Tussen 2009 en 2011 werden alle 25 locomotieven van het type Baureihe 182 van DB Schenker Rail overgenomen en van regionale kleuren voorzien.  

### Bestellingen vanaf 2007
In het jaar 2007 sloot DB Regio een raamcontract over de ontwikkeling, productie en levering van 321 elektrische treinstellen type Baureihe 442 met Bombardier af. Het contract had een waarde van 1,2 miljard euro. Tot 2014 werden alle treinstellen uit het contract afgeleverd.
In april 2011 werd met Bombardier een raamcontract over de levering van 200 TRAXX diesellocomotieven type Baureihe 245 afgesloten. Het contract had een waarde van 600 miljoen euro en een looptijd van negen jaar. Met het afsluiten van het contract werden de eerste 20 locomotieven aan DB Regio afgeleverd.
Eind 2011 gaf de onderneming een contract voor de levering van 600 regionale treinstellen. Echter, de overeenkomst was niet, zoals gewoonlijk afgesloten met een fabrikant of consortium, maar met drie verschillende leveranciers. Deze leveranciers waren de Stadler Rail (gevestigd in Berlijn), de Duitse dochter van de Franse Alstom en de Spaanse treinenbouwer CAF. Het contract heeft de looptijd tot 2018 en een waarde van 2 miljard euro.
In het jaar 2012 had DB Regio twee raamcontracten met de Poolse bouwer PESA over de mogelijke levering van 470 diesellocomotieven afgesloten. Het gaat om een-, twee en driedelige treinstellen van het type Baureihe 631, 632 en 633 (PESA LINK).
In 2013 werd voor het eerst met de Tsjechische bouwer Škoda een contract over de ontwikkeling, bouw en levering van 6 dubbeldekstreinen afgesloten. Deze treinen bestaan uit een locomotief van het type Baureihe 102, vijf rijtuigen en één stuurstandrijtuig. De treinen komen vanaf december 2016 op de spoorlijn Nürnberg - München als NIM-Express in dienst. Het bijzondere is, dat deze treinen gebouwd worden voor een maximumsnelheid van 200 km/h. Waarbij alleen een toelating voor 189 km/h wordt gevraagd.

### Huisstijl
De treinen van DB Regio zijn meestal geschilderd in een uniforme huisstijl. Zowel de bussen als de treinen zijn geverfd in Verkeersrood (RAL-nummer 3020). Bij de treinen zijn de deuren lichtgrijs (RAL 7035) geverfd. Aan onder- en bovenzijde is een lichtgrijze band aangebracht. De bovenste band is afhankelijk van het type, soms niet eens aanwezig. Aansluitend aan de onderste band een brede basaltkleurige band (RAL 7012). Alle rijtuigen en treinstellen (behalve S-Bahn) dragen de naam REGIO gevolgd door het logo van DB. In sommige regio's worden daaronder lijnnamen aangegeven, bijvoorbeeld Mainfrankenbahn. Bij de bussen staat de merknaam DB Bahn klein op de deuren. Bovendien dragen de bussen aan de achterkant de naam, bijvoorbeeld Rheinlandbus.
Bij sommige concessies heeft de concessiehouder een eigen huisstijl. Bijvoorbeeld de treinstellen van DB Regio bij de S-Bahn Mitteldeutschland zijn zilverkleurig geverfd. In Rijnland-Palts werden in het RE-netwerk Südwest treinen met grondkleuren wit met grijze en rode elementen aan de koppen van de trein.

Voorbeelden
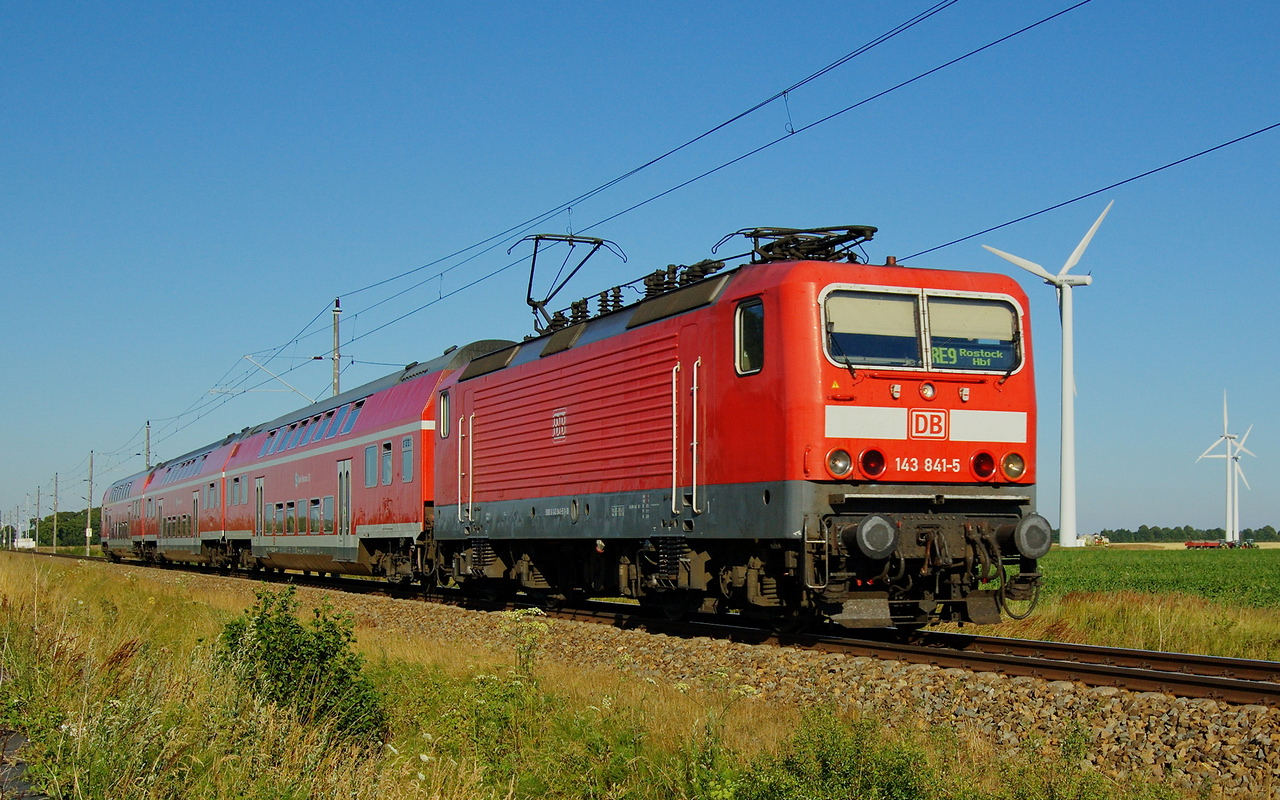
Typische rode DB Regio materieel
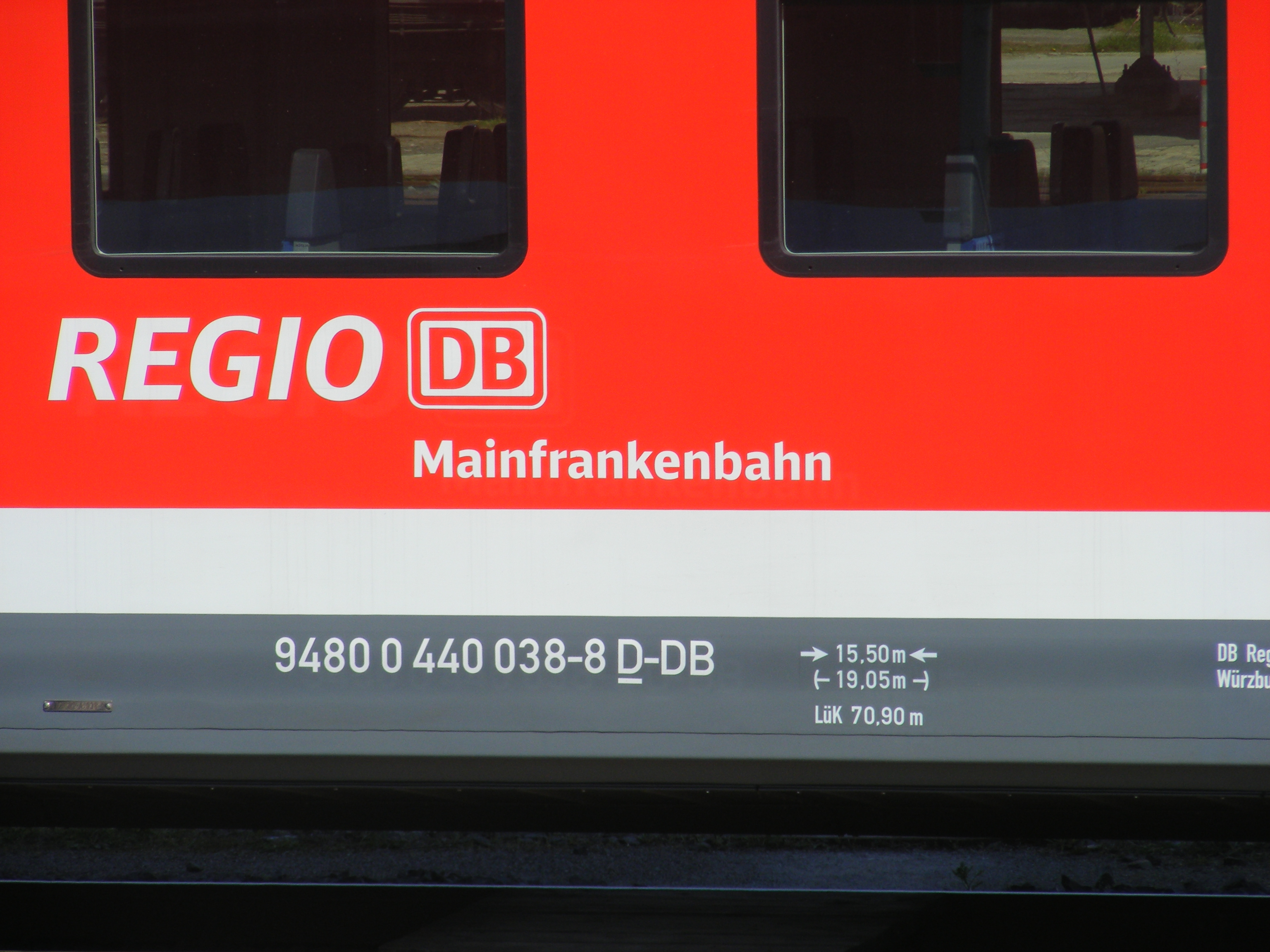
Merknaam met lijnnaam
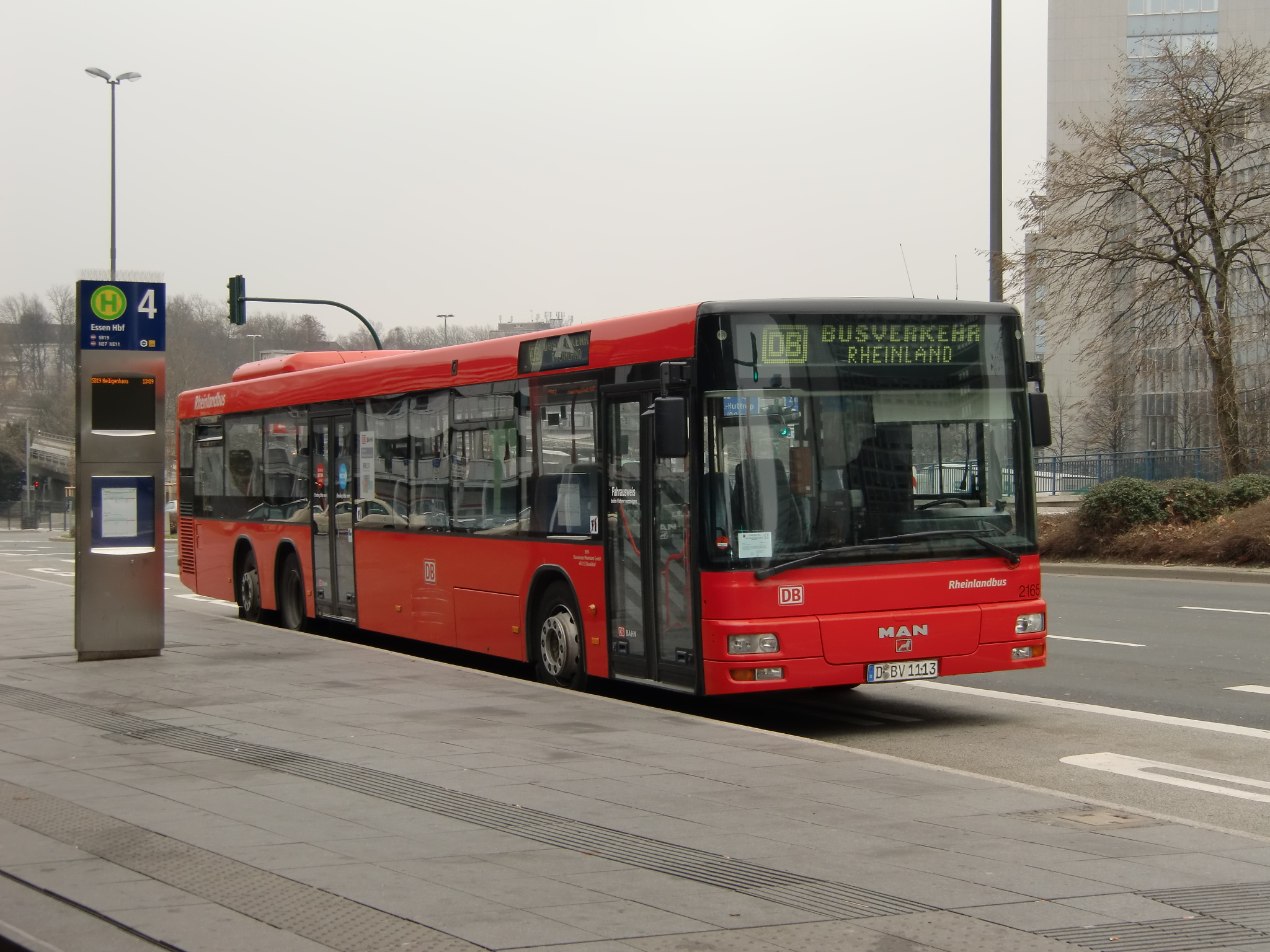
Bus van DB Regio
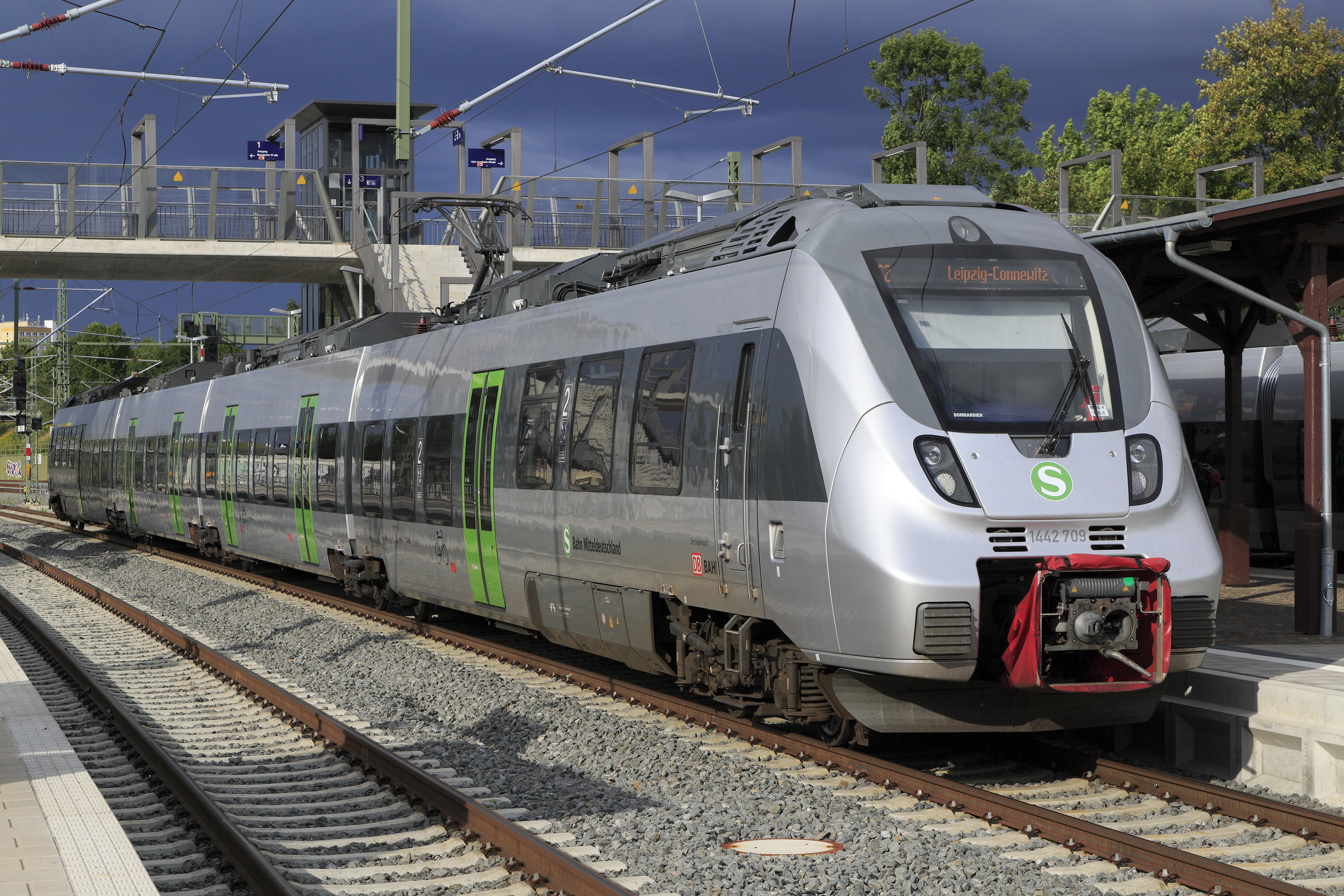
Talent 2 van S-Bahn Mitteldeutschland

## Treinsoorten
De treinsoorten die de DB Regio AG aanbiedt zijn hieronder vermeld.
Interregio-Express (IRE)
De Interregio-Express verbindt middelgrote en grote agglomeraties met een vaste frequentie. Oorspronkelijk werd de IRE geïntroduceerd als een door de deelstaten gefinancierde vervanger van de Interregio. In de loop van de tijd kwamen er ook andere lijnen bij het IRE-netwerk. Er wordt in Zuid-Duitsland in Baden-Württemberg, Beieren en grensoverschrijdend naar Zwitserland gebruik gemaakt van IRE treinen. In Noord-Duitsland werd in 2014 werd de eerste IRE-lijn tussen Hamburg en Berlijn geopend. De IRE is de snelste treinsoort van DB Regio AG in het regionaal verkeer en is verbonden met langeafstandsverkeer.
Regional-Express (RE)
De Regional-Express rijdt met vaste frequenties over een gemiddelde trajectlengte van 250 km in heel Duitsland. RE-treinen onderscheiden zich van RB-treinen door grotere halteafstanden en hogere dienstregelingssnelheden. De RE verbindt de regio met het langeafstandsverkeer en de S-Bahnen.
Regionalbahn (RB)
De Regionalbahn is het basisaanbod in heel Duitsland. Behalve in parallelverkeer met de S-Bahn stopt de RB op alle tussengelegen stations. Dit zorgt ervoor dat elke regio met het netwerk is verbonden en dient als aanvoer voor de langeafstandstreinen.
S-Bahn (S)
De S-Bahn blijft alleen in de agglomeraties en heeft een kleine halteafstand. De treinen hebben een hoge frequentie en zijn te vergelijken met een regionale metro.
Bus
Naast treinen biedt DB Regio ook busvervoer aan. De busverbindingen rijden in heel Duitsland. De bussen rijden namens steden, landkreisen of voor commerciële doeleinden.

## Inschrijvingen
In tegenstelling tot zustermaatschappij DB Fernverkehr die de concessie onderhands gegund krijgt, moet DB Regio inschrijven op concessies in het regionale vervoer. Na het eerste deel van de spoorhervormingen in 1994 reed de toenmalige DB AG op alle spoorlijnen in heel Duitsland. Door de groei van concessies in het regionale vervoer werd geprobeerd om concurrentie mogelijk te maken. Zo kwamen er concurrentie van DB op het spoor die verantwoordelijk werden voor het regionale vervoer (bijvoorbeeld Eurobahn en metronom). De beslissingen van sommige concessiehouders om het vervoer onderhands te gunnen aan DB Regio wordt veelal bekritiseerd.  
De totale volume van het regionale vervoer bedraagt 640 miljoen treinkilometer per jaar. Volgens informatie van DB Regio, moet de onderneming 70 procent van de concessies winnen om het marktaandeel stabiel te houden en de kosten te dekken.